# Контра-Коста (округ, Каліфорнія)
Шаблон:StateAbbr_ 37°56′ пн. ш. 121°57′ зх. д. / 37.93° пн. ш. 121.95° зх. д.
Округ Контра-Коста (англ. Contra Costa County) — округ (графство) у штаті Каліфорнія, США. Ідентифікатор округу 06013.

## Історія
Округ утворений 1850 року.

## Демографія
За даними перепису 
2000 року 
загальне населення округу становило 948816 осіб, зокрема міського населення було 929007, а сільського — 19809.
Серед мешканців округу чоловіків було 463270, а жінок — 485546. В окрузі було 344129 домогосподарств, 242233 родин, які мешкали в 354577 будинках.
Середній розмір родини становив 3,23.
Віковий розподіл населення поданий у таблиці:
| Стать    | До 15 років | 15-21 | 22-29 | 30-39 | 40-49 | 50-65 | 65-85 | Понад 85 |
| -------- | ----------- | ----- | ----- | ----- | ----- | ----- | ----- | -------- |
| Чоловіки | 108148      | 43263 | 43763 | 73961 | 76008 | 73776 | 40309 | 4042     |
| Жінки    | 103028      | 40443 | 43551 | 77192 | 80004 | 78407 | 53592 | 9329     |

## Суміжні округи
- Солано — північ
- Сакраменто — північний схід
- Сан-Хоакін — схід
- Аламіда — південь

## Виноски
1. ↑  U.S. Decennial Census. United States Census Bureau. Архів оригіналу за 26 квітня 2015. Процитовано 24 вересня 2015.
2. ↑  Historical Census Browser. University of Virginia Library. Архів оригіналу за 11 серпня 2012. Процитовано 24 вересня 2015.
3. ↑  Forstall, Richard L., ред. (27 березня 1995). Population of Counties by Decennial Census: 1900 to 1990. United States Census Bureau. Архів оригіналу за 24 вересня 2015. Процитовано 24 вересня 2015.
4. ↑  Census 2000 PHC-T-4. Ranking Tables for Counties: 1990 and 2000 (PDF). United States Census Bureau. 2 квітня 2001. Архів оригіналу (PDF) за 18 грудня 2014. Процитовано 24 вересня 2015.
5. ↑  State & County QuickFacts. United States Census Bureau. Архів оригіналу за 22 лютого 2016. Процитовано 3 квітня 2016.(англ.) Наведено за англійською вікіпедією.
6. ↑  American FactFinder. Бюро перепису населення США. Архів оригіналу за 29 липня 2011. Процитовано 31 січня 2008.

| США | Це незавершена стаття з географії США. Ви можете допомогти проєкту, виправивши або дописавши її. |